# Daniel Agger
Daniel Agger (Hvidovre, Copenhague, Dinamarca, 12 de diciembre de 1984) es un exfutbolista y director técnico danés. Se desempeñaba en la posición de defensa.
Inició su carrera deportiva en el Brøndby I. F., después de unirse a su equipo juvenil a la edad de 12 años. Debutó profesionalmente en 2004 después de su ascenso al primer equipo. Durante su estancia en el Brøndby marcó un total de cinco goles en cuarenta y nueve encuentros, además obtuvo los campeonatos de la Superliga y la Copa de Dinamarca.
Tras permanecer durante dos temporadas en el club danés fue transferido al Liverpool F. C. donde obtuvo tres títulos a nivel nacional (una FA Cup, una Community Shield y una Copa de la Liga de Inglaterra). Con la selección de fútbol de Dinamarca participó en la Copa Mundial de Fútbol de 2010. En 2005 fue elegido como el futbolista danés sub-21 del año, y en 2007 como el futbolista danés del año.

## Trayectoria

### Brøndby I. F.
Sus primeros pasos en el mundo del fútbol los dio a la edad de cinco años en un club de su ciudad natal, el Rosenhøj Boldklub y en el cual permaneció hasta los doce años, momento en el cual se unió al equipo juvenil del Brøndby I. F. Ocho años más tarde fue ascendido al primer equipo y su debut oficial en la superliga danesa se produjo el 25 de julio de 2004 en la derrota de su club por 2:1 ante el Odense Boldklub, ingresando en sustitución de Jonas Kamper a falta de nueve minutos para la finalización del encuentro. En su primera temporada con el equipo profesional del Brøndby disputó veintiséis encuentros y anotó cinco goles, contribuyendo a la obtención del título de la Superliga tras treinta y tres victorias, veinte empates y nueve derrotas.
De igual manera se alzaron con el título de la Copa de Dinamarca, tras vencer en las rondas previas a equipos como el Esbjerg Boldklubber, Boldklubben Skjold, F. C. Copenhague, y en la final al F. C. Midtjylland por marcador de 3:2. A nivel internacional disputó un encuentro de la segunda ronda previa de la Copa de la UEFA 2004-05 ante el F. K. Ventspils de Letonia y cuatro de la Royal League de Escandinavia, en la cual formaron parte del grupo B junto con el Copenhague de Dinamarca, Göteborg de Suecia y Tromsø de Noruega, siendo eliminados en la primera fase tras ocupar la tercera posición con siete puntos.
En la temporada 2005-06 participó por primera vez en la Liga de Campeones de la UEFA enfrentando en la segunda ronda previa al Dinamo Tiflis de Georgia, al que derrotaron por 2:0 en el encuentro de ida y 3:1 en el encuentro de vuelta. Sin embargo, fueron eliminados en la siguiente fase por el Ajax de Ámsterdam de los Países Bajos, al caer por marcador global de 5:3. En la liga doméstica disputó ocho encuentros, ya que solo permaneció en el club hasta diciembre de 2006. En el mercado de fichajes de invierno fue transferido al Liverpool F. C. de Inglaterra por 5,8 millones de libras esterlinas, la mayor cantidad de dinero que han pagado en toda su historia por un defensa, y el traspaso más caro entre un equipo danés y uno extranjero.

### Liverpool F. C.
Su debut con los reds se produjo el 1 de febrero de 2006, en el empate 1:1 ante el Birmingham City en Anfield, en la vigésima cuarta fecha de la temporada 2005-06 de la Premier League. Luego estuvo presente en otros tres encuentros de liga, que fueron victorias para su club (1:0 al Manchester City, 5:1 al Fulham, y 3:1 al Newcastle United), finalmente el Liverpool terminó en la tercera posición con ochenta y dos puntos, a nueve del Chelsea Football Club, que resultó campeón del torneo. Durante esta misma temporada obtuvo su primer título inglés, la FA Cup, tras superar en la final al West Ham United por 3:1 en la tanda de penaltis. El Liverpool inició la temporada 2006-07 logrando el título de la Community Shield, tras vencer por marcador de 2:1 al Chelsea, con Agger desde el inicio del encuentro.

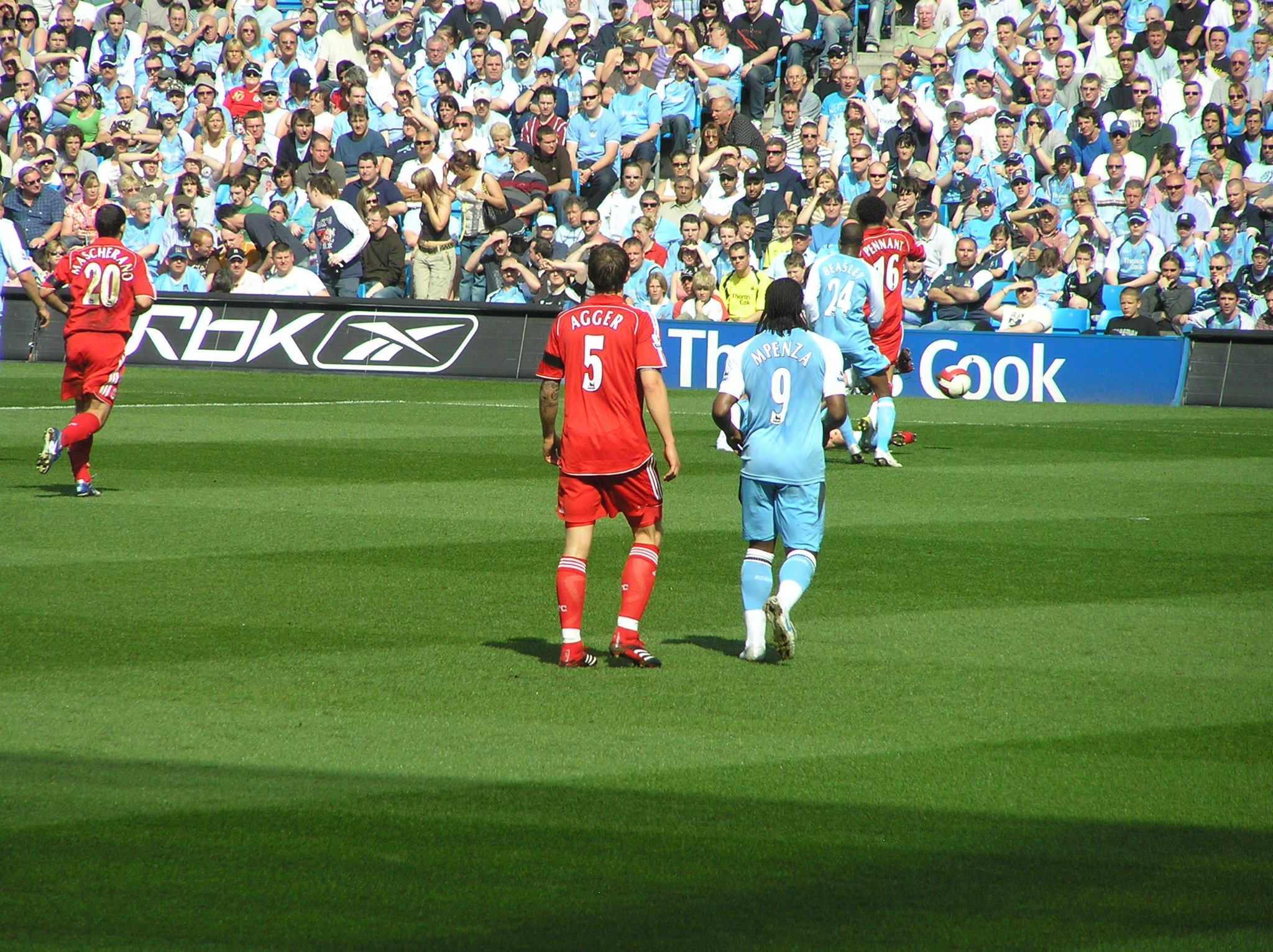
Agger durante un encuentro entre el Liverpool y el Manchester City en 2007.

El 26 de agosto de 2006 anotó su primer gol con el Liverpool en la victoria por 2:1 sobre el West Ham United, desde una distancia de 32 metros. Su entonces entrenador, Rafa Benítez, comentó que no estaba sorprendido por el gol de Agger, ya que frecuentemente anotaba goles desde larga distancia en los entrenamientos. Aquella anotación fue elegida como el «Gol del Mes» por el programa de televisión Match of the Day de la BBC, y luego como el mejor gol del Liverpool en toda la temporada. En total disputó veintisiete encuentros y anotó dos goles en la liga, para nuevamente ocupar la tercera posición tras veinte victorias, ocho empates y diez derrotas.
En la FA Cup fueron derrotados en la tercera ronda, por el Arsenal (3:1), mientras que en la Copa de la Liga de Inglaterra, avanzaron hasta las semifinales, pero cayeron por marcador de 6:3. En la Liga de Campeones de esa misma temporada, obtuvieron el subcampeonato, tras ser derrotados en la final por 2:1 ante el A. C. Milan de Italia. En dicha competición disputó doce encuentros y marcó un gol en la victoria por 1:0 sobre el Chelsea en las semifinales. Se perdió la mayor parte de la campaña 2007-08 debido a una lesión sufrida en el segundo metatarsiano de su pie derecho en septiembre de 2007.
En enero de 2008, comenzó a entrenar para tratar de recuperar el ritmo de competición, sin embargo, una recurrencia de la lesión en su segundo metatarsiano lo dejó fuera de acción. Después de ser examinado por varios especialistas, se informó en la página web oficial de su club que se perdería el resto de la temporada para someterse a una cirugía en su pie. Luego de su operación y tras recuperarse totalmente, volvió a los entrenamientos de pretemporada en Melwood. El 12 de julio de 2008 hizo su regreso a los campos de fútbol para disputar un encuentro amistoso entre el Liverpool y el Tranmere Rovers. Un mes después fue incluido en la alineación titular de los reds para enfrentar al Standard de Lieja de Bélgica por el encuentro de ida de la tercera fase previa de la Liga de Campeones de la UEFA 2008-09.
Aun así fue marginado del equipo durante el resto del mes de agosto y parte del mes de septiembre. Esto dio lugar a rumores de un intercambio verbal entre él y el entrenador del Liverpool. Sin embargo, Benítez insistió en que no había ninguna ruptura entre ellos. A finales del mes de septiembre volvió a ser convocado para afrontar el encuentro de la tercera ronda de la Copa de la Liga de Inglaterra ante el Crewe Alexandra al que vencieron por 2:1, con una anotación de Agger de tiro libre. El 11 de abril de 2009, anotó su tercer gol para el Liverpool en la victoria por 4:0 sobre el Blackburn Rovers. Finalmente obtuvieron el subcampeonato de la liga con ochenta y seis puntos, producto de veinticinco victorias, once empates y dos derrotas. En las copas nacionales fueron eliminados en la cuarta ronda primero por el Tottenham Hotspur en la Copa de la Liga, y luego por el Everton F. C. en la FA Cup. Mientras que a nivel internacional llegaron hasta los cuartos de final de la Liga de Campeones tras haber finalizado en la primera posición de su grupo y derrotado en los octavos de final al Real Madrid de España por 5:0 en el marcador global.
A pesar de los constantes rumores sobre su posible salida del club, en mayo de 2009 renovó su contrato con el conjunto inglés hasta el 30 de junio de 2014. No pudo estar presente durante los primeros encuentros de la temporada 2009-10 debido a una lesión en la espalda, por lo que en el mes de agosto fue sometido a una intervención quirúrgica, quedando fuera por seis semanas. Hizo su regreso el 17 de octubre de 2009 en la victoria del Sunderland Association por 1:0 sobre el Liverpool. En esa misma temporada, el Liverpool fue eliminado en la fase de grupos de la Liga de Campeones de la UEFA 2009-10 al finalizar en la tercera posición, tras sumar siete puntos producto de dos victorias (1:0 y 0:1 ante el Debreceni Vasutas) y un empate (1-1 ante el Olympique de Lyon), obteniendo el derecho de disputar la UEFA Europa League 2009-10, enfrentando en los dieciseisavos de final al Unirea Urziceni de Rumania al que superaron por marcador global de 4:1.
El encuentro de vuelta ante el Unirea Urziceni fue el #100 de Agger con la camiseta de los reds. En los octavos de final ante el Lille Olympique de Francia fueron derrotados en el encuentro de ida por 1:0 mientras que en el encuentro de vuelta ganaron por 3:0, lo que fue suficiente para avanzar a los cuartos de final donde vencieron por marcador global de 5:3 al Sport Lisboa e Benfica de Portugal con un gol de Daniel en el encuentro de ida (el único que anotó durante la temporada). Finalmente fueron eliminados en las semifinales por el Atlético de Madrid de España, que resultó campeón de la competencia. Tras la llegada de Roy Hodgson al banquillo del Liverpool, no se sintió muy cómodo durante los primeros encuentros de la temporada 2010-11, ya que era alineado como lateral izquierdo.
El primer encuentro de la temporada lo disputó el 29 de julio en la victoria por 2:0 sobre el F. K. Rabotnički de Macedonia en el encuentro de ida de la tercera ronda previa de la UEFA Europa League 2010-11. El 15 de agosto durante el empate a un gol entre el Liverpool y Arsenal sufrió un golpe en la cabeza que le produjo una conmoción cerebral. En el mes de septiembre durante una entrevista para la televisión danesa criticó fuertemente a Hodgson y manifestó su descontento con el sistema de juego que implantó el nuevo técnico.

«Estoy aquí para jugar al fútbol, no para lanzar el balón hacia arriba, el técnico tiene esa filosofía y no es mi estilo, no soy ese tipo de jugador, me gusta mantener el balón en el suelo y voy a seguir haciéndolo».

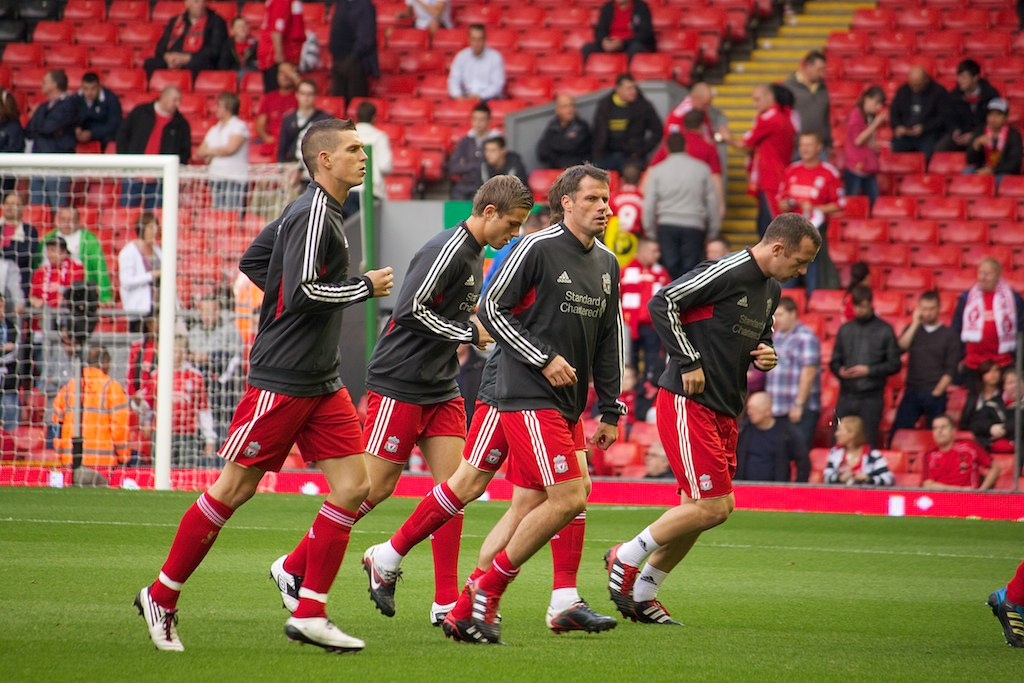
Agger junto con sus compañeros de equipo Jordan Henderson, Jamie Carragher y Charlie Adam durante un entrenamiento.

Sin embargo, unos días más tarde declaró que sus comentarios habían sido malinterpretados por la prensa y que se «encontraba contento en el Liverpool». El 25 de septiembre luego del empate 2:2 ante el Sunderland Association, sufrió una lesión en su pantorrilla que lo mantuvo fuera de los campos de juego durante más de tres meses. Reapareció el 1 de enero de 2011 en la victoria por marcador de 2:1 ante el Bolton Wanderers. Desde la salida de Hodgson del club, Agger fue alienado como titular en la mayoría de encuentros incluyendo la victoria sobre el Chelsea por 1:0 el 6 de febrero. Fue descartado para el resto de la temporada tras sufrir una lesión en la rodilla durante un encuentro contra el West Bromwich Albion el sábado 2 de abril.
El 1 de agosto de 2011, marcó dos goles en un amistoso de pretemporada contra el Vålerenga Fotball, el primero de un cabezazo desde una esquina y el segundo con una media volea también desde una esquina. Su primer encuentro oficial de la temporada 2011-12 lo disputó el 13 de agosto en el empate 1:1 ante el Sunderland. El 29 de octubre, jugó su partido número cien en la liga inglesa en la victoria por 2:0 sobre el West Bromwich. El 28 de enero de 2012, anotó un gol en el triunfo por 2:1 ante el Manchester United en los dieciseisavos de final de la FA Cup 2011-12.
Fue su primer gol con el Liverpool desde 2010, cuando anotó ante el Benfica en la Europa League. Durante esta misma campaña obtuvo su tercer título en Inglaterra, la Copa de la Liga, tras derrotar en la final al Cardiff City por 3:2 en la tanda de penaltis. Durante el encuentro sufrió una fractura en sus costillas por lo que estuvo fuera de acción por más de un mes. Su regreso se produjo el 7 de abril ingresando como sustituto en el empate 1:1 ante el Aston Villa. El 8 de mayo, marcó su único gol en la liga en la victoria por 4:1 contra el Chelsea.
Hizo su primera aparición de la temporada 2012-13 el 18 de agosto en la derrota por 3:0 ante el West Bromwich Albion, concedió un penalti y además fue expulsado por cometer una falta sobre Shane Long. El 5 de octubre, firmó un nuevo contrato a largo plazo con su club. El 21 de febrero de 2013 disputó su partido número 200 con el Liverpool, en la victoria por 3:0 sobre el Zenit de San Petersburgo. En total en la liga estuvo presente en treinta y cinco encuentros y marcó tres goles, el primero de ellos en la victoria por 1:0 ante el Southampton, el segundo en la goleada 3:0 ante el Queens Park Rangers y el último en la jornada treinta y cinco ante el Newcastle United. También disputó cuatro partidos más en la Liga Europea de la UEFA donde avanzaron hasta los dieciseisavos de final.
El 9 de agosto de 2013, se confirmó que Agger se convertiría en el segundo capitán del equipo, en sustitución del retirado Jamie Carragher. Esto se produjo poco después de que varios medios de comunicación especularan que el F. C. Barcelona había hecho una oferta para ficharlo, sin embargo, el técnico Brendan Rodgers afirmó que Agger no se iría del club. Su primer partido de la campaña 2013-14 lo disputó el 17 de agosto en la victoria por 1:0 sobre el Stoke City, Daniel ingresó como titular y jugó todo el partido. Casi cinco meses después marcó su primer gol de la temporada en victoria por 1:0 ante el Hull City. Finalizó el campeonato con un total de veinte partidos disputados, y marcó solo un gol más, el 11 de mayo de 2014 ante el Newcastle United. Finalmente su club obtuvo el subcampeonato con sesenta y tres puntos, producto de veintiséis victorias, seis empates y seis derrotas, dos puntos menos que el campeón Manchester City. Entretanto en la FA Cup y en la Copa de la Liga de Inglaterra avanzaron hasta la quinta y tercera ronda respectivamente.

### Retorno a Dinamarca
El 30 de agosto de 2014, el Liverpool informó que Daniel dejaría Inglaterra para firmar un contrato por dos años con su antiguo club, el Brøndby de su país natal. Su debut en la Superliga de Dinamarca se dio el 21 de septiembre de 2014, en la octava jornada de la temporada 2014-15 ante el F. C. Copenhague, con derrota para su club por 1:0.
En su regreso al Brøndby disputó diecinueve encuentros y marcó un solo gol en la liga (victoria por 3:2 sobre el Midtjylland). Finalmente su club finalizó en el tercer lugar con cincuenta y cinco puntos. En la Copa de Dinamarca de esa misma temporada, avanzaron hasta los cuartos de final tras ser eliminados por marcador global de 4:2 por el Sønderjysk, aunque Agger no estuvo presente en ninguno de los partidos que disputó su club.
En la siguiente temporada estuvo presente en veinticuatro partidos del campeonato nacional. Su único gol de la campaña lo marcó en la jornada 18 ante el Nordsjælland. Con el Brøndby también jugó dos partidos más, uno en la Copa de Dinamarca contra el F. C. Copenhague y otro en la Liga Europa de la UEFA ante el PAOK Salónica. El 9 de junio de 2016 anunció su retiro del fútbol profesional por los diversos problemas físicos que sufrió en las últimas temporadas.

## Selección nacional

### Selecciones juveniles
Inició su participación en la selección danesa con la categoría sub-20, con la cual disputó nueve encuentros y marcó un gol entre 2003 y 2004. Con este seleccionado participó en la Copa Milk 2003 finalizando en la cuarta posición tras ser derrotados por Estados Unidos en la tanda de penaltis por 5:4. El 3 de septiembre de 2004, debutó con la selección sub-21 en un encuentro válido para las eliminatorias de la Eurocopa Sub-21 de 2006, ante la selección de Ucrania, que finalizó con marcador de 3:2 a favor de los daneses. Tras obtener la clasificación del torneo, fue incluido en la plantilla que participó en la Eurocopa y disputó tres encuentros, siendo eliminados en la primera fase al empatar dos encuentros y perder otro. En total con el seleccionado sub-21 disputó diez encuentros y anotó tres goles (dos ante Kazajistán y uno ante Ucrania).

### Selección absoluta

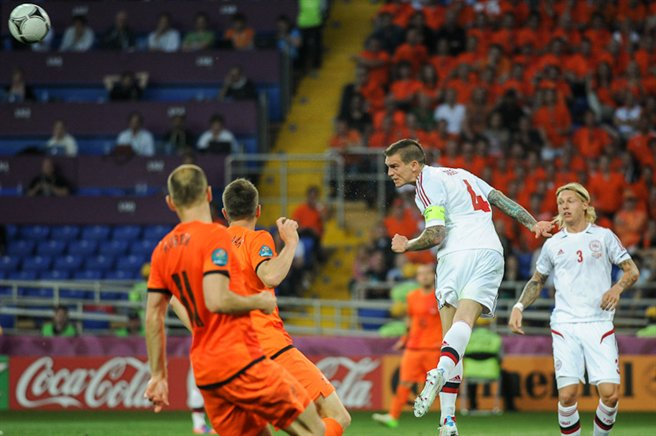
Agger durante un encuentro entre las selecciones de Dinamarca y los Países Bajos en la Eurocopa 2012.

Con la selección absoluta ha sido internacional en setenta y cinco ocasiones y ha marcado doce goles. Debutó el 2 de junio de 2005, en un encuentro amistoso ante la selección de Finlandia que finalizó con marcador de 1:0 a favor de los finlandeses. Mientras que su primer gol lo anotó tres meses más tarde en la victoria de su selección por 6:1, ante Georgia en las eliminatorias para la Copa Mundial de Fútbol de 2006. Durante las clasificatorias para la Eurocopa 2008 fue continuamente convocado, llegando a estar presente en ocho de los doce encuentros que disputó su selección, aunque no consiguieron el objetivo de clasificarse para el torneo, tras finalizar en el cuarto lugar del grupo F con veinte puntos.
En las eliminatorias para la Copa Mundial de Fútbol de 2010 marcó un gol en ocho encuentros, contribuyendo a que Dinamarca se clasificara para el Mundial tras seis victorias, tres empates y una sola derrota. En la Copa del Mundo formaron parte del grupo E junto con las selecciones de Japón, Camerún y los Países Bajos, siendo eliminados tras dos derrotas (2:0 ante Países Bajos; 3:1 ante Japón) y una victoria (2:1 sobre Camerún), con Daniel Agger de titular en los tres encuentros.
Durante la clasificación para la Eurocopa 2012 la selección danesa finalizó en el primer lugar de su grupo con diecinueve puntos gracias a seis victorias y un empate. Tras lograr la clasificación, Agger fue convocado por el entrenador Morten Olsen para participar en el torneo europeo disputado en Polonia y Ucrania. A pesar de haber iniciado con buen pie (victoria 1:0 sobre Países Bajos) no sumaron más puntos en los siguientes partidos y fueron eliminados en la fase de grupos. Su último partido con la camiseta de la selección nacional lo disputó el 29 de marzo de 2016 en la derrota por 1:0 ante Escocia.

#### Participaciones en Copas del Mundo
| Mundial                        | Sede      | Resultado    | Partidos | Goles |
| ------------------------------ | --------- | ------------ | -------- | ----- |
| Copa Mundial de Fútbol de 2010 | Sudáfrica | Primera fase | 3        | 0     |

#### Participaciones en Eurocopas
| Eurocopa                | Sede              | Resultado    | Partidos | Goles |
| ----------------------- | ----------------- | ------------ | -------- | ----- |
| Eurocopa Sub-21 de 2006 | Portugal          | Primera fase | 3        | 0     |
| Eurocopa 2012           | Polonia y Ucrania | Primera fase | 3        | 0     |

## Estadísticas

### Clubes
| Brøndby I. F. Dinamarca    | 1.ª           | 2004-05       | 26  | 5  | 5  | 0 | 5  | 0 | 36  | 5  | 0,14 |
| Brøndby I. F. Dinamarca    | 1.ª           | 2005-06       | 8   | 0  | 0  | 0 | 5  | 0 | 13  | 0  | 0    |
| Brøndby I. F. Dinamarca    | Total club    | Total club    | 34  | 5  | 5  | 0 | 10 | 0 | 49  | 5  | 0,10 |
| Liverpool F. C. Inglaterra | 1.ª           | 2005-06       | 4   | 0  | 0  | 0 | 0  | 0 | 4   | 0  | 0    |
| Liverpool F. C. Inglaterra | 1.ª           | 2006-07       | 27  | 2  | 4  | 1 | 12 | 1 | 43  | 4  | 0,09 |
| Liverpool F. C. Inglaterra | 1.ª           | 2007-08       | 5   | 0  | 0  | 0 | 1  | 0 | 6   | 0  | 0    |
| Liverpool F. C. Inglaterra | 1.ª           | 2008-09       | 18  | 1  | 3  | 1 | 5  | 0 | 26  | 2  | 0,08 |
| Liverpool F. C. Inglaterra | 1.ª           | 2009-10       | 23  | 0  | 1  | 0 | 12 | 1 | 36  | 1  | 0,03 |
| Liverpool F. C. Inglaterra | 1.ª           | 2010-11       | 16  | 0  | 2  | 0 | 3  | 0 | 21  | 0  | 0    |
| Liverpool F. C. Inglaterra | 1.ª           | 2011-12       | 27  | 1  | 7  | 1 | 0  | 0 | 34  | 2  | 0,06 |
| Liverpool F. C. Inglaterra | 1.ª           | 2012-13       | 35  | 3  | 0  | 0 | 4  | 0 | 39  | 3  | 0,08 |
| Liverpool F. C. Inglaterra | 1.ª           | 2013-14       | 20  | 2  | 3  | 0 | 0  | 0 | 23  | 2  | 0,09 |
| Liverpool F. C. Inglaterra | Total club    | Total club    | 175 | 9  | 20 | 3 | 37 | 2 | 232 | 14 | 0,06 |
| Brøndby I. F. Dinamarca    | 1.ª           | 2014-15       | 19  | 1  | 0  | 0 | 0  | 0 | 19  | 1  | 0,05 |
| Brøndby I. F. Dinamarca    | 1.ª           | 2015-16       | 24  | 1  | 1  | 0 | 1  | 0 | 26  | 1  | 0,04 |
| Brøndby I. F. Dinamarca    | Total club    | Total club    | 43  | 2  | 1  | 0 | 1  | 0 | 45  | 2  | 0,44 |
| Total carrera              | Total carrera | Total carrera | 252 | 16 | 26 | 3 | 48 | 2 | 326 | 21 | 0,06 |
| 1. 2. 3.                   |               |               |     |    |    |   |    |   |     |    |      |

### Selección nacional
| \| Fecha \| Ciudad \| Local \| Resultado \| Visitante \| Competencia \| Goles \| \| ---------- \| ------------- \| ------------------- \| --------- \| ----------------- \| ------------------------------ \| ----- \| \| 02-06-2005 \| Tampere \| Finlandia \| 0:1 \| Dinamarca \| Amistoso \| 0 \| \| 17-08-2005 \| Copenhague \| Dinamarca \| 4:1 \| Inglaterra \| Amistoso \| 0 \| \| 03-09-2005 \| Estambul \| Turquía \| 2:2 \| Dinamarca \| Clasificación Mundial 2006 \| 0 \| \| 07-09-2005 \| Copenhague \| Dinamarca \| 6:1 \| Georgia \| Clasificación Mundial 2006 \| 1 \| \| 16-08-2006 \| Odense \| Dinamarca \| 2:0 \| Polonia \| Amistoso \| 0 \| \| 01-09-2006 \| Brøndby \| Dinamarca \| 4:2 \| Portugal \| Amistoso \| 0 \| \| 06-09-2006 \| Reikiavik \| Islandia \| 0:2 \| Dinamarca \| Clasificación Eurocopa 2008 \| 0 \| \| 07-10-2006 \| Copenhague \| Dinamarca \| 0:0 \| Irlanda del Norte \| Clasificación Eurocopa 2008 \| 0 \| \| 11-10-2006 \| Vaduz \| Liechtenstein \| 0:4 \| Dinamarca \| Clasificación Eurocopa 2008 \| 0 \| \| 15-11-2006 \| Praga \| República Checa \| 1:1 \| Dinamarca \| Amistoso \| 0 \| \| 06-02-2007 \| Londres \| Australia \| 1:3 \| Dinamarca \| Amistoso \| 0 \| \| 24-03-2007 \| Madrid \| España \| 2:1 \| Dinamarca \| Clasificación Eurocopa 2008 \| 0 \| \| 28-03-2007 \| Duisburgo \| Alemania \| 0:1 \| Dinamarca \| Amistoso \| 0 \| \| 02-06-2007 \| Copenhague \| Dinamarca \| 0:3 \| Suecia \| Clasificación Eurocopa 2008 \| 1 \| \| 06-06-2007 \| Riga \| Letonia \| 0:2 \| Dinamarca \| Clasificación Eurocopa 2008 \| 0 \| \| 22-08-2007 \| Aarhus \| Dinamarca \| 0:4 \| Irlanda \| Amistoso \| 0 \| \| 08-09-2007 \| Solna \| Suecia \| 0:0 \| Dinamarca \| Clasificación Eurocopa 2008 \| 0 \| \| 12-09-2007 \| Århus \| Dinamarca \| 4:0 \| Liechtenstein \| Clasificación Eurocopa 2008 \| 0 \| \| 20-08-2008 \| Copenhague \| Dinamarca \| 0:3 \| España \| Amistoso \| 0 \| \| 06-09-2008 \| Budapest \| Hungría \| 0:0 \| Dinamarca \| Clasificación Mundial 2010 \| 0 \| \| 10-09-2008 \| Lisboa \| Portugal \| 2:3 \| Dinamarca \| Clasificación Mundial 2010 \| 0 \| \| 11-10-2008 \| Copenhague \| Dinamarca \| 3:0 \| Malta \| Clasificación Mundial 2010 \| 1 \| \| 19-11-2008 \| Brøndby \| Dinamarca \| 0:1 \| Gales \| Amistoso \| 0 \| \| 11-02-2009 \| Atenas \| Grecia \| 1:1 \| Dinamarca \| Amistoso \| 0 \| \| 28-03-2009 \| Ta' Qali \| Malta \| 0:3 \| Dinamarca \| Clasificación Mundial 2010 \| 0 \| \| 01-04-2009 \| Copenhague \| Dinamarca \| 3:0 \| Albania \| Clasificación Mundial 2010 \| 0 \| \| 06-06-2009 \| Solna \| Suecia \| 0:1 \| Dinamarca \| Clasificación Mundial 2010 \| 0 \| \| 10-10-2009 \| Copenhague \| Dinamarca \| 1:0 \| Suecia \| Clasificación Mundial 2010 \| 0 \| \| 14-10-2009 \| Copenhague \| Dinamarca \| 0:1 \| Hungría \| Clasificación Mundial 2010 \| 0 \| \| 27-05-2010 \| Aalborg \| Dinamarca \| 2:0 \| Senegal \| Amistoso \| 0 \| \| 01-06-2010 \| Roodepoort \| Australia \| 1:0 \| Dinamarca \| Amistoso \| 0 \| \| 05-06-2010 \| Johannesburgo \| Sudáfrica \| 1:0 \| Dinamarca \| Amistoso \| 0 \| \| 14-06-2010 \| Johannesburgo \| Países Bajos \| 2:0 \| Dinamarca \| Copa Mundial de Fútbol de 2010 \| 0 \| \| 19-06-2010 \| Pretoria \| Camerún \| 1:2 \| Dinamarca \| Copa Mundial de Fútbol de 2010 \| 0 \| \| 24-06-2010 \| Rustemburgo \| Dinamarca \| 1:3 \| Japón \| Copa Mundial de Fútbol de 2010 \| 0 \| \| 11-08-2010 \| Copenhague \| Dinamarca \| 2:2 \| Alemania \| Amistoso \| 0 \| \| 07-09-2010 \| Copenhague \| Dinamarca \| 1:0 \| Islandia \| Clasificación Eurocopa 2012 \| 0 \| \| 12-10-2010 \| Copenhague \| Dinamarca \| 2:0 \| Chipre \| Clasificación Eurocopa 2012 \| 0 \| \| 09-02-2011 \| Copenhague \| Dinamarca \| 1:2 \| Inglaterra \| Amistoso \| 1 \| \| 26-03-2011 \| Oslo \| Noruega \| 1:1 \| Dinamarca \| Clasificación Eurocopa 2012 \| 0 \| \| 10-08-2011 \| Glasgow \| Escocia \| 2:1 \| Dinamarca \| Amistoso \| 0 \| \| 06-09-2011 \| Copenhague \| Dinamarca \| 2:0 \| Noruega \| Clasificación Eurocopa 2012 \| 0 \| \| 11-11-2011 \| Copenhague \| Dinamarca \| 2:0 \| Suecia \| Amistoso \| 0 \| \| 15-11-2011 \| Esbjerg \| Dinamarca \| 2:1 \| Finlandia \| Amistoso \| 1 \| \| 26-05-2012 \| Hamburgo \| Dinamarca \| 1:3 \| Brasil \| Amistoso \| 0 \| \| 02-06-2012 \| Copenhague \| Dinamarca \| 2:0 \| Australia \| Amistoso \| 1 \| \| 09-06-2012 \| Járkov \| Países Bajos \| 0:1 \| Dinamarca \| Eurocopa 2012 \| 0 \| \| 13-06-2012 \| Leópolis \| Dinamarca \| 2:3 \| Portugal \| Eurocopa 2012 \| 0 \| \| 17-06-2012 \| Leópolis \| Dinamarca \| 1:2 \| Alemania \| Eurocopa 2012 \| 0 \| \| 15-08-2012 \| Odense \| Dinamarca \| 1:3 \| Eslovaquia \| Amistoso \| 0 \| \| 08-09-2012 \| Copenhague \| Dinamarca \| 0:0 \| República Checa \| Clasificación Mundial 2014 \| 0 \| \| 12-10-2012 \| Sofía \| Bulgaria \| 1:1 \| Dinamarca \| Clasificación Mundial 2014 \| 0 \| \| 16-10-2012 \| Milán \| Italia \| 3:1 \| Dinamarca \| Clasificación Mundial 2014 \| 0 \| \| 06-02-2013 \| Skopie \| Macedonia del Norte \| 3:0 \| Dinamarca \| Amistoso \| 0 \| \| 22-03-2013 \| Olomouc \| República Checa \| 0:3 \| Dinamarca \| Clasificación Mundial 2014 \| 0 \| \| 26-03-2013 \| Copenhague \| Dinamarca \| 1:1 \| Bulgaria \| Clasificación Mundial 2014 \| 1 \| \| 06-09-2013 \| Ta' Qali \| Malta \| 1:2 \| Dinamarca \| Clasificación Mundial 2014 \| 0 \| \| 10-09-2013 \| Ereván \| Armenia \| 0:1 \| Dinamarca \| Clasificación Mundial 2014 \| 1 \| \| 11-10-2013 \| Copenhague \| Dinamarca \| 2:2 \| Italia \| Clasificación Mundial 2014 \| 0 \| \| 15-10-2013 \| Copenhague \| Dinamarca \| 6:0 \| Malta \| Clasificación Mundial 2014 \| 2 \| \| 15-11-2013 \| Herning \| Dinamarca \| 2:1 \| Noruega \| Amistoso \| 0 \| \| 05-03-2014 \| Londres \| Inglaterra \| 1:0 \| Dinamarca \| Amistoso \| 0 \| \| 22-05-2014 \| Debrecen \| Hungría \| 2:2 \| Dinamarca \| Amistoso \| 0 \| \| 28-05-2014 \| Copenhague \| Dinamarca \| 1:0 \| Suecia \| Amistoso \| 1 \| \| 03-09-2014 \| Odense \| Dinamarca \| 1:2 \| Turquía \| Amistoso \| 1 \| \| 14-10-2014 \| Copenhague \| Dinamarca \| 0:1 \| Portugal \| Clasificación Eurocopa 2016 \| 0 \| \| 13-06-2015 \| Copenhague \| Dinamarca \| 2:0 \| Serbia \| Clasificación Eurocopa 2016 \| 0 \| \| 04-09-2015 \| Copenhague \| Dinamarca \| 0:0 \| Albania \| Clasificación Eurocopa 2016 \| 0 \| \| 07-09-2015 \| Ereván \| Armenia \| 0:0 \| Dinamarca \| Clasificación Eurocopa 2016 \| 0 \| \| 08-10-2015 \| Braga \| Portugal \| 1:0 \| Dinamarca \| Clasificación Eurocopa 2016 \| 0 \| \| 11-10-2015 \| Copenhague \| Dinamarca \| 1:2 \| Francia \| Amistoso \| 0 \| \| 14-11-2015 \| Solna \| Suecia \| 2:1 \| Dinamarca \| Clasificación Eurocopa 2016 \| 0 \| \| 17-11-2015 \| Copenhague \| Dinamarca \| 2:2 \| Suecia \| Clasificación Eurocopa 2016 \| 2 \| \| 24-03-2016 \| Herning \| Dinamarca \| 2:1 \| Islandia \| Amistoso \| 0 \| \| 29-03-2016 \| Glasgow \| Escocia \| 1:0 \| Dinamarca \| Amistoso \| 0 \| \| Total \| \| Presencias \| 75 \| \| Goles \| 12 \| |               |                     |           |                   |                                |       |
| Fecha | Ciudad        | Local               | Resultado | Visitante         | Competencia                    | Goles |
| 02-06-2005 | Tampere       | Finlandia           | 0:1       | Dinamarca         | Amistoso                       | 0     |
| 17-08-2005 | Copenhague    | Dinamarca           | 4:1       | Inglaterra        | Amistoso                       | 0     |
| 03-09-2005 | Estambul      | Turquía             | 2:2       | Dinamarca         | Clasificación Mundial 2006     | 0     |
| 07-09-2005 | Copenhague    | Dinamarca           | 6:1       | Georgia           | Clasificación Mundial 2006     | 1     |
| 16-08-2006 | Odense        | Dinamarca           | 2:0       | Polonia           | Amistoso                       | 0     |
| 01-09-2006 | Brøndby       | Dinamarca           | 4:2       | Portugal          | Amistoso                       | 0     |
| 06-09-2006 | Reikiavik     | Islandia            | 0:2       | Dinamarca         | Clasificación Eurocopa 2008    | 0     |
| 07-10-2006 | Copenhague    | Dinamarca           | 0:0       | Irlanda del Norte | Clasificación Eurocopa 2008    | 0     |
| 11-10-2006 | Vaduz         | Liechtenstein       | 0:4       | Dinamarca         | Clasificación Eurocopa 2008    | 0     |
| 15-11-2006 | Praga         | República Checa     | 1:1       | Dinamarca         | Amistoso                       | 0     |
| 06-02-2007 | Londres       | Australia           | 1:3       | Dinamarca         | Amistoso                       | 0     |
| 24-03-2007 | Madrid        | España              | 2:1       | Dinamarca         | Clasificación Eurocopa 2008    | 0     |
| 28-03-2007 | Duisburgo     | Alemania            | 0:1       | Dinamarca         | Amistoso                       | 0     |
| 02-06-2007 | Copenhague    | Dinamarca           | 0:3       | Suecia            | Clasificación Eurocopa 2008    | 1     |
| 06-06-2007 | Riga          | Letonia             | 0:2       | Dinamarca         | Clasificación Eurocopa 2008    | 0     |
| 22-08-2007 | Aarhus        | Dinamarca           | 0:4       | Irlanda           | Amistoso                       | 0     |
| 08-09-2007 | Solna         | Suecia              | 0:0       | Dinamarca         | Clasificación Eurocopa 2008    | 0     |
| 12-09-2007 | Århus         | Dinamarca           | 4:0       | Liechtenstein     | Clasificación Eurocopa 2008    | 0     |
| 20-08-2008 | Copenhague    | Dinamarca           | 0:3       | España            | Amistoso                       | 0     |
| 06-09-2008 | Budapest      | Hungría             | 0:0       | Dinamarca         | Clasificación Mundial 2010     | 0     |
| 10-09-2008 | Lisboa        | Portugal            | 2:3       | Dinamarca         | Clasificación Mundial 2010     | 0     |
| 11-10-2008 | Copenhague    | Dinamarca           | 3:0       | Malta             | Clasificación Mundial 2010     | 1     |
| 19-11-2008 | Brøndby       | Dinamarca           | 0:1       | Gales             | Amistoso                       | 0     |
| 11-02-2009 | Atenas        | Grecia              | 1:1       | Dinamarca         | Amistoso                       | 0     |
| 28-03-2009 | Ta' Qali      | Malta               | 0:3       | Dinamarca         | Clasificación Mundial 2010     | 0     |
| 01-04-2009 | Copenhague    | Dinamarca           | 3:0       | Albania           | Clasificación Mundial 2010     | 0     |
| 06-06-2009 | Solna         | Suecia              | 0:1       | Dinamarca         | Clasificación Mundial 2010     | 0     |
| 10-10-2009 | Copenhague    | Dinamarca           | 1:0       | Suecia            | Clasificación Mundial 2010     | 0     |
| 14-10-2009 | Copenhague    | Dinamarca           | 0:1       | Hungría           | Clasificación Mundial 2010     | 0     |
| 27-05-2010 | Aalborg       | Dinamarca           | 2:0       | Senegal           | Amistoso                       | 0     |
| 01-06-2010 | Roodepoort    | Australia           | 1:0       | Dinamarca         | Amistoso                       | 0     |
| 05-06-2010 | Johannesburgo | Sudáfrica           | 1:0       | Dinamarca         | Amistoso                       | 0     |
| 14-06-2010 | Johannesburgo | Países Bajos        | 2:0       | Dinamarca         | Copa Mundial de Fútbol de 2010 | 0     |
| 19-06-2010 | Pretoria      | Camerún             | 1:2       | Dinamarca         | Copa Mundial de Fútbol de 2010 | 0     |
| 24-06-2010 | Rustemburgo   | Dinamarca           | 1:3       | Japón             | Copa Mundial de Fútbol de 2010 | 0     |
| 11-08-2010 | Copenhague    | Dinamarca           | 2:2       | Alemania          | Amistoso                       | 0     |
| 07-09-2010 | Copenhague    | Dinamarca           | 1:0       | Islandia          | Clasificación Eurocopa 2012    | 0     |
| 12-10-2010 | Copenhague    | Dinamarca           | 2:0       | Chipre            | Clasificación Eurocopa 2012    | 0     |
| 09-02-2011 | Copenhague    | Dinamarca           | 1:2       | Inglaterra        | Amistoso                       | 1     |
| 26-03-2011 | Oslo          | Noruega             | 1:1       | Dinamarca         | Clasificación Eurocopa 2012    | 0     |
| 10-08-2011 | Glasgow       | Escocia             | 2:1       | Dinamarca         | Amistoso                       | 0     |
| 06-09-2011 | Copenhague    | Dinamarca           | 2:0       | Noruega           | Clasificación Eurocopa 2012    | 0     |
| 11-11-2011 | Copenhague    | Dinamarca           | 2:0       | Suecia            | Amistoso                       | 0     |
| 15-11-2011 | Esbjerg       | Dinamarca           | 2:1       | Finlandia         | Amistoso                       | 1     |
| 26-05-2012 | Hamburgo      | Dinamarca           | 1:3       | Brasil            | Amistoso                       | 0     |
| 02-06-2012 | Copenhague    | Dinamarca           | 2:0       | Australia         | Amistoso                       | 1     |
| 09-06-2012 | Járkov        | Países Bajos        | 0:1       | Dinamarca         | Eurocopa 2012                  | 0     |
| 13-06-2012 | Leópolis      | Dinamarca           | 2:3       | Portugal          | Eurocopa 2012                  | 0     |
| 17-06-2012 | Leópolis      | Dinamarca           | 1:2       | Alemania          | Eurocopa 2012                  | 0     |
| 15-08-2012 | Odense        | Dinamarca           | 1:3       | Eslovaquia        | Amistoso                       | 0     |
| 08-09-2012 | Copenhague    | Dinamarca           | 0:0       | República Checa   | Clasificación Mundial 2014     | 0     |
| 12-10-2012 | Sofía         | Bulgaria            | 1:1       | Dinamarca         | Clasificación Mundial 2014     | 0     |
| 16-10-2012 | Milán         | Italia              | 3:1       | Dinamarca         | Clasificación Mundial 2014     | 0     |
| 06-02-2013 | Skopie        | Macedonia del Norte | 3:0       | Dinamarca         | Amistoso                       | 0     |
| 22-03-2013 | Olomouc       | República Checa     | 0:3       | Dinamarca         | Clasificación Mundial 2014     | 0     |
| 26-03-2013 | Copenhague    | Dinamarca           | 1:1       | Bulgaria          | Clasificación Mundial 2014     | 1     |
| 06-09-2013 | Ta' Qali      | Malta               | 1:2       | Dinamarca         | Clasificación Mundial 2014     | 0     |
| 10-09-2013 | Ereván        | Armenia             | 0:1       | Dinamarca         | Clasificación Mundial 2014     | 1     |
| 11-10-2013 | Copenhague    | Dinamarca           | 2:2       | Italia            | Clasificación Mundial 2014     | 0     |
| 15-10-2013 | Copenhague    | Dinamarca           | 6:0       | Malta             | Clasificación Mundial 2014     | 2     |
| 15-11-2013 | Herning       | Dinamarca           | 2:1       | Noruega           | Amistoso                       | 0     |
| 05-03-2014 | Londres       | Inglaterra          | 1:0       | Dinamarca         | Amistoso                       | 0     |
| 22-05-2014 | Debrecen      | Hungría             | 2:2       | Dinamarca         | Amistoso                       | 0     |
| 28-05-2014 | Copenhague    | Dinamarca           | 1:0       | Suecia            | Amistoso                       | 1     |
| 03-09-2014 | Odense        | Dinamarca           | 1:2       | Turquía           | Amistoso                       | 1     |
| 14-10-2014 | Copenhague    | Dinamarca           | 0:1       | Portugal          | Clasificación Eurocopa 2016    | 0     |
| 13-06-2015 | Copenhague    | Dinamarca           | 2:0       | Serbia            | Clasificación Eurocopa 2016    | 0     |
| 04-09-2015 | Copenhague    | Dinamarca           | 0:0       | Albania           | Clasificación Eurocopa 2016    | 0     |
| 07-09-2015 | Ereván        | Armenia             | 0:0       | Dinamarca         | Clasificación Eurocopa 2016    | 0     |
| 08-10-2015 | Braga         | Portugal            | 1:0       | Dinamarca         | Clasificación Eurocopa 2016    | 0     |
| 11-10-2015 | Copenhague    | Dinamarca           | 1:2       | Francia           | Amistoso                       | 0     |
| 14-11-2015 | Solna         | Suecia              | 2:1       | Dinamarca         | Clasificación Eurocopa 2016    | 0     |
| 17-11-2015 | Copenhague    | Dinamarca           | 2:2       | Suecia            | Clasificación Eurocopa 2016    | 2     |
| 24-03-2016 | Herning       | Dinamarca           | 2:1       | Islandia          | Amistoso                       | 0     |
| 29-03-2016 | Glasgow       | Escocia             | 1:0       | Dinamarca         | Amistoso                       | 0     |
| Total |               | Presencias          | 75        |                   | Goles                          | 12    |

### Resumen estadístico
| Competición            | Encuentros | Goles | Promedio |
| ---------------------- | ---------- | ----- | -------- |
| Liga                   | 252        | 16    | 0,06     |
| Copas nacionales       | 26         | 3     | 0,12     |
| Copas internacionales  | 48         | 2     | 0,04     |
| Selección de Dinamarca | 75         | 12    | 0,16     |
| Total                  | 401        | 33    | 0,08     |

## Palmarés

### Títulos nacionales
| Título                        | Club            | País       | Año     |
| ----------------------------- | --------------- | ---------- | ------- |
| Superliga de Dinamarca        | Brøndby I. F.   | Dinamarca  | 2004-05 |
| Copa de Dinamarca             | Brøndby I. F.   | Dinamarca  | 2004-05 |
| FA Cup                        | Liverpool F. C. | Inglaterra | 2005-06 |
| Community Shield              | Liverpool F. C. | Inglaterra | 2006    |
| Copa de la Liga de Inglaterra | Liverpool F. C. | Inglaterra | 2011-12 |

### Distinciones individuales
| Distinción                       | Año  |
| -------------------------------- | ---- |
| Equipo del año de la SPF.        | 2004 |
| Talento del año de la SPF.       | 2004 |
| Equipo del año de la SPF.        | 2005 |
| Talento del año de la SPF.       | 2005 |
| Futbolista danés sub-21 del año. | 2005 |
| Årets Fund.                      | 2005 |
| Equipo del año de la SPF.        | 2006 |
| Equipo del año de la SPF.        | 2007 |
| Futbolista del año en Dinamarca. | 2007 |
| Equipo del año de la SPF.        | 2008 |
| Equipo del año de la SPF.        | 2009 |
| Equipo del año de la SPF.        | 2010 |
| Equipo del año de la SPF.        | 2011 |
| Equipo del año de la SPF.        | 2012 |
| Futbolista del año en Dinamarca. | 2012 |
| Equipo del año de la SPF.        | 2013 |
| Equipo del año de la SPF.        | 2014 |

## Vida privada
Nació el 12 de diciembre de 1984 en Hvidovre, un pequeño suburbio de la ciudad de Copenhague. Su padre fue un futbolista aficionado, y su primo Nicolaj Agger es un futbolista profesional, que actualmente pertenece al Silkeborg Idrætsforening. Tiene dos hermanos, Marco y Stephanie. Está casado con Sofie Nelson, con la cual contrajo matrimonio en mayo de 2010. Tiene dos hijos, Jamie nacido en 2009 y Mason nacido en 2012.
Es propietario de dos restaurantes en Liverpool (uno de comida mexicana llamado «Que Pasa» y otro de comida italiana denominado «Tirano»), y además posee un pub con su tío en Copenhague. En una entrevista dijo que prefería vestirse con ropa de estilo hip hop y que tiene todos los discos de los raperos daneses Jokeren, Niarn y L.O.C. Es un calificado artista del tatuaje y tiene una serie de dibujos en su cuerpo, incluyendo un vikingo en su brazo derecho con la cita Memento mori (Recuerda que morirás) y los nombres de sus hermanos en el pecho. En el año 2009 cuando el Liverpool F. C. estuvo a un paso de obtener el título de la liga, se comprometió a tatuar a todo el equipo con un diseño especial.
En 2012 fundó The Agger Foundation con el objetivo de ayudar a los niños necesitados. En septiembre de 2014, donó 20 000 coronas, unas 2100 libras esterlinas, a la selección danesa de fútbol de personas sin hogar para ayudar a pagar los gastos de viaje para que el equipo pudiera participar en la Copa Mundial de Personas sin Hogar en Chile.